# Folk som har sånger kan inte dö
Folk som har sånger kan inte dö är ett musikalbum utgivet 1976 på skivbolaget YTF. Albumet innehåller en samling socialistiska kampsånger i jazzstil, framförda av den svenska sångerskan Monica Zetterlund och sångaren Thorstein Bergman. Albumet är inspelat på Decibel Studio och på Metronome Studio.

## Bakgrund och innehåll
Albumet Folk som har sånger kan inte dö är en hyllning till arbetarrörelsens musikaliska traditioner, där både kända och mindre framstående kampsånger tolkas i jazziga arrangemang. Skivan kombinerar politiskt engagerad lyrik med musikaliska influenser från jazz och visa. En del av låtarna handlar även om motståndet till diktaturerna i Spanien och Chile.
Monica Zetterlund, som var känd för sin förmåga att tolka både jazz och svensk visa, samarbetade på detta album med Thorstein Bergman, en sångare med en stark förankring i den svenska vistraditionen. Bergman var även förankrad i arbetarrörelsen och hade arbetat som folkbildare på Arbetarnas bildningsförbund (ABF).

## Låtlista
Albumets låtlista består av en rad kampsånger. Dessa låtar medverkar på albumet:
1. Till seger
2. Smärta
3. Vi ska segra
4. Som en solörn
5. Rebellflickan
6. Natten är svart
7. Alla tillsammans
8. Vi bygger landet
9. Låga över länderna
10. Första maj
11. Bandiera Rossa
12. Natten är svart - Final Version

## Medverkande
- Sång: Monica Zetterlund, Thorstein Bergman
- Arrangemang: Georg Riedel
- Foto: Mogens Didrichsen
- Omslagsdesign: Palle Budtz
- Mixning: Lasse Holmberg
- Musiker: Sture Åkerberg - Bas
- Produktion: Palle Budtz - Producent
- Studiotekniker: Lasse Holmberg - Tekniker, Olle Ramm - Tekniker

## Utgivning
- Skivbolag: YTF
- Utgivningsår: 1976
- Format: LP-skiva
- Skivnummer: YTF-50300